# Miracanthops eseejja
Miracanthops eseejja es una especie de mantis de la familia Acanthopidae.

## Distribución geográfica
Se encuentra en Perú.